# Escándalo del caballo de Troya
El escándalo del caballo de Troya, también conocido como "Operación caballo de Troya" o también El caso del Caballo de Troya, es una teoría conspirativa que sostiene la existencia de un complot para cultivar un pensamiento "islamista" o "salafista " en varias escuelas de Birmingham, Inglaterra. El nombre, basado en el mito griego del caballo de Troya, tiene su origen en una carta anónima enviada al ayuntamiento de Birmingham a finales del año 2013, indicando ser "islamistas" de Birmingham detallando  cómo arrebatar el control de una escuela y especula sobre la expansión del plan a otras ciudades. La carta se filtró a la prensa en marzo de 2014. Cerca de un mes después, el ayuntamiento de Birmingham reveló que tras la publicación de la carta había recibido cientos de denuncias de complots similares a los descritos en la carta, algunos de los cuales se remontaban a más de 20 años atrás.La carta se caracterizaba por estar incompleta, sin firma y sin dirección. Esto dio lugar a dos investigaciones encargadas por el Departamento de Educación y el ayuntamiento de Birmingham, los informes Clarke y Kershaw, respectivamente.Los informes no respaldan la idea de un complot, sino que señalan "un comportamiento indicativo de un intento organizado de cambiar las escuelas".
Se alega que Tahir Alam, ex presidente de Park View Educational Trust, que administraba tres escuelas en Birmingham, escribió un documento de 72 páginas para el consejo musulmán de Gran Bretaña en 2007 detallando una trama para la "Islamización" de las escuelas públicas seculares, una afirmación que ha sido ampliamente desacreditada.La introducción del documento proponía "orientación sobre las necesidades y prácticas religiosas de los padres y alumnos musulmanes para facilitar su integración en las escuelas". Se titulaba: "Hacía una mayor comprensión: satisfacer las necesidades de los alumnos musulmanes en las escuelas públicas." 
El Departamento de Educación del gobierno respondió inicialmente al escándalo prohibiendo (2015) a Alam y a otros catorce docentes ejercer la profesión de profesor de por vida. Desde 2019, Alam se le sigue prohibiendo cualquier participación en las escuelas, mientras que las prohibiciones contra los otros catorce docentes finalmente fueron revocadas, retiradas y/o desestimadas en los tribunales entre los años 2016 y 2017.
Las acusaciones contra los profesores aparecieron en la prensa y en los informes Kershaw y Clarke. A los docentes se les prohibió responder a las acusaciones debido a órdenes de confidencialidad de sus contratos laborales, que eran vinculantes también después de la suspensión. La primera oportunidad de presentar su caso llegó cuando el colegio nacional de enseñanza y aprendizaje (una agencia independiente del departamento de educación, ahora reemplazada por la agencia de regulación de la enseñanza) presentó hechos de mala conducta profesional contra ellos en octubre de 2015 y mayo de 2017, cuando el caso contra los profesores superiores colapsó debido a "graves irregularidades" por parte del equipo legal que actuaba en representación del NCTL.
En enero de 2022, el periódico The New York Times publicó un podcast sobre el escándalo del caballo de Troya que lo caracterizó como un "engaño islamófobo" y lo comparó con Los Protocolos de los Sabios de Sion, un histórico bulo antisemita. En el podcast, se explora el vínculo entre la carta del caballo de Troya y la directora de la escuela primaria Adderley en Birmingham, Rizwana Darr, y se indica que Darr es la verdadera autora de la carta del caballo de Troya, Khalid Mahmood, diputado laborista de Birmingham Perry Barr, cuestionó el podcast como "un acto de irresponsabilidad" y defendió a Darr como una "directora exitoso".
En diciembre de 2022, un informe del grupo de presión conservador Policy Exchange cuestionó las conclusiones del podcast del New York Times y sugirió que varios informes sobre el asunto habían descubierto motivos reales de preocupación. El informe fue precedido por un prólogo del fundador de Policy Exchange Michael Gove, Secretario de Estado de Educación en el momento del escándalo, quien llamó a los periodistas del New York Times unos idiotas útiles.

## Antecedentes
La Oficina de Estándares en Educación (Ofsted) inspeccionó 21 escuelas de Birmingham, y la Agencia de Financiamiento de la Educación (responsable de las academias) también investigó a las escuelas Park View Education Trust y Oldknow Academy. Ofsted dijo que había encontrado evidencia de una campaña organizada por islamistas contra ciertas escuelas y que los directores habían sido "marginados o obligados a dejar sus trabajos".
La escuela Golden Hillock, la escuela primaria Nansen y la escuela Park View, todas administradas por Park View Educational Trust, la Academia Oldknow y la Escuela Saltley fueron sometidos a medidas especiales después de que los inspectores encontraron fallos sistémicos, incluida la falta de que las escuelas tomaran las medidas adecuadas para proteger a los alumnos contra el extremismo. Otro colegio investigado, Alston Primary, ya se encontraba en medidas especiales. Una sexta escuela fue calificada de inadecuada por sus bajos estándares educativos y se consideró que junto a doce escuelas necesitaban mejoras. Se elogió a tres escuelas. Posteriormente, Ofsted amplió su investigación a escuelas en Este de Londres, Bradford y Luton debido a preocupaciones sobre un plan de estudios limitado y el desapego de los alumnos de la comunidad más amplia.
El jefe de la Ofsted, Sir Michael Wilshaw, acusó al Ayuntamiento de Birmingham de un "grave fracaso" en el apoyo a las escuelas para proteger a los niños del extremismo. Su líder, Sir Albert Bore, dijo que el Consejo aceptó las conclusiones de la Ofsted de que las escuelas de la ciudad estaban fallando a los alumnos.
El Ayuntamiento de Birmingham encargó a Ian Kershaw de Northern Education Trust en Newcastle que revisara la evidencia. Sin embargo, debido a que algunas de las escuelas eran academias bajo la responsabilidad del Departamento de Educación, el entonces Secretario de Estado, Michael Gove, encargó un informe separado a Peter Clarke, ex jefe del comando antiterrorista de la policía metropolitana. Las dos investigaciones compartieron evidencia, y la investigación de Kershaw aplazó las cuestiones de extremismo a la investigación de Clarke. Este último concluyó que no hay "pruebas que sugieran que haya un problema con la gobernanza en general" ni ninguna "prueba de terrorismo, radicalización o extremismo violento en las escuelas de interés en Birmingham", pero dijo que sí había "pruebas de que hay varias personas, asociadas entre sí y en posiciones de influencia en escuelas y órganos de gobierno, que abrazan, simpatizan o no cuestionan puntos de vista extremistas", y que hubo "intentos" coordinados, deliberados y sostenidos "por una serie de individuos asociados, para introducir un espíritu islámico intolerante y agresivo" en "algunas escuelas de Birmingham". El informe encontró que los altos funcionarios del consejo y los miembros electos aparentemente eran conscientes de estos problemas, pero los abordaron caso por caso en lugar de hacer "cualquier intento serio de ver si había un patrón", aunque no está claro si esto se debió a la "cohesión comunitaria", una "cuestión de gestión educativa" o un apaciguamiento. El Ayuntamiento de Birmingham impuso una congelación temporal del nombramiento de gobernadores escolares después de que se anunciaran las investigaciones sobre la Operación Caballo de Troya. Después del asunto del Caballo de Troya, fue reemplazada por un nuevo deber de promover los "valores británicos fundamentales".
El Primer Ministro británico, David Cameron, dijo que "proteger a nuestros niños [fue] uno de los primeros deberes del gobierno" y convocó una reunión de emergencia del grupo de trabajo sobre extremismo y una reunión ministerial para discutir el asunto. Anunció propuestas para enviar a Ofsted a cualquier escuela sin previo aviso, diciendo que las escuelas en cuestión habían podido realizar un "encubrimiento" previamente. El gobierno rescindió su acuerdo de financiación con tres de las escuelas. A raíz de los hallazgos, Michael Gove, el Secretario de Educación, anunció que todas las escuelas del país tendrán que promover los valores británicos de tolerancia y justicia y dijo que los profesores serán excluidos de la profesión si permiten que los extremistas entren a la escuelas.
Varios gobernadores y el Consejo Musulmán de Gran Bretaña calificaron la reacción de las autoridades ante el complot como una "cacería de brujas". En protesta por las investigaciones, Tahir Alam y varios gobernadores de las escuelas afectadas dimitieron. Como muestran Holmwood y O'Toole, ni el Informe Kershaw ni el Informe Clarke prestaron atención a las políticas de mejora de las escuelas de la ciudad de Birmingham, por parte del ayuntamiento. Esto fue iniciado por Sir Tim Brighouse, quien había sido director de educación en Birmingham entre 1993 y 2002, y fue muy crítico con los informes de Ofsted de 2014 y las investigaciones posteriores. Esto incluía una preocupación especial por el rendimiento de los alumnos de ascendencia asiática, tal como se establece en su "Plan de acción para lograr la herencia asiática" del 19 de diciembre de 2003. De hecho, ni el Informe Kershaw ni el Informe Clarke plantearon la cuestión de cómo una escuela podría ser asumidos por gobernadores y maestros. Según el programa de escuelas académicas, esto sólo podría hacerse con la participación activa de funcionarios de la autoridad local (incluida la transferencia de activos al nuevo fideicomiso) y del departamento de educación, y sería necesario que una escuela académicamente exitosa fuera la patrocinador de escuelas "fracasadas". Ninguno de los informes abordó esto, ni informó ninguna entrevista con esos funcionarios ni las actas de las reuniones que tuvieron lugar entre los altos dirigentes de las distintas escuelas.